# Grange de séchage de Taavettila
La grange de séchage de Taavettila (finnois : Taavettilan riihi), est un bâtiment de l'université de Jyväskylä construit sur Seminaarinmäki à Jyväskylä en Finlande,. Il s'agit du plus vieux bâtiment de la ville de Jyväskylä.

## Galerie

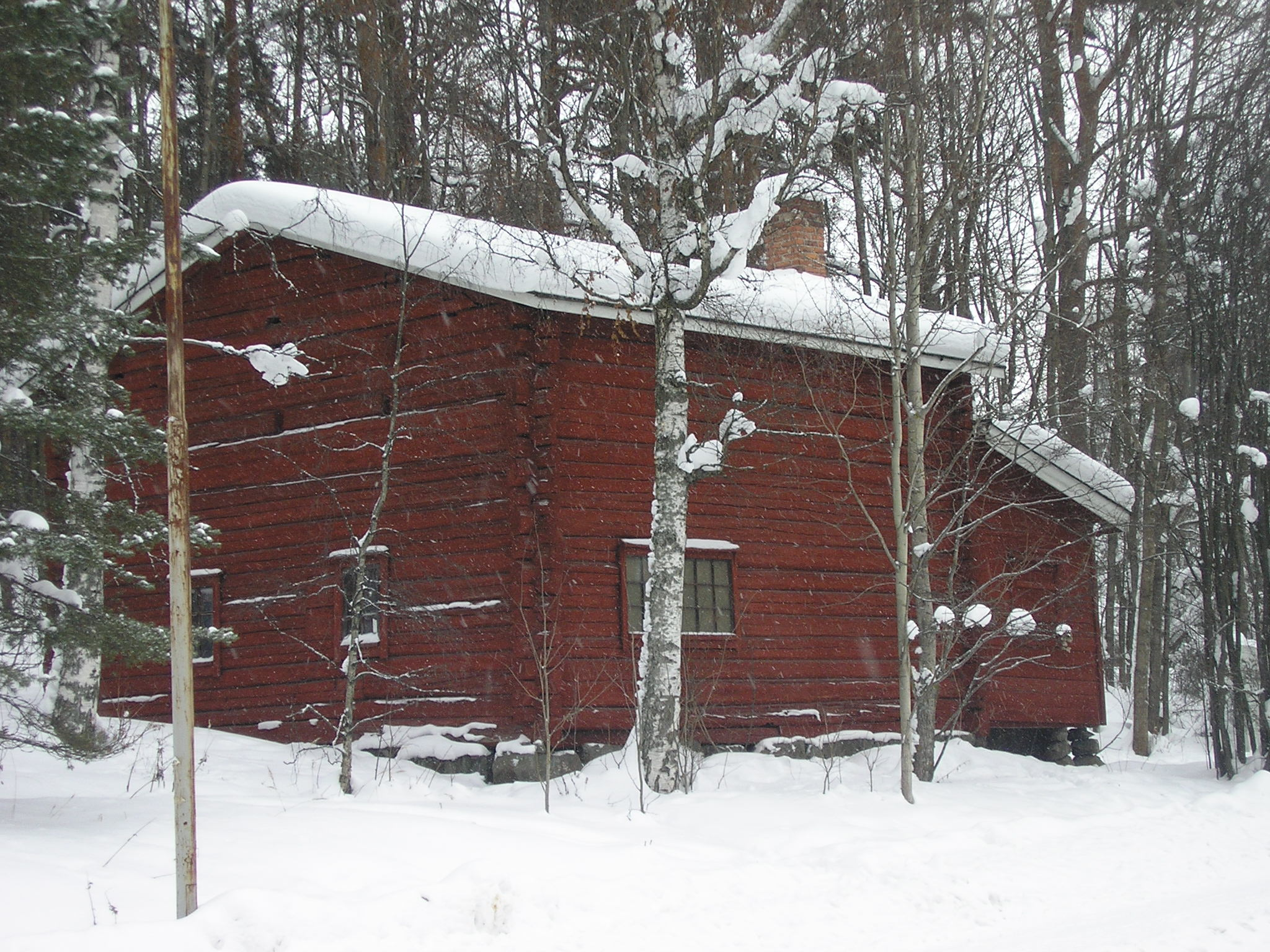